# Leverancier
Een leverancier is een bedrijf dat goederen of diensten levert.
Een leverancier aan een bedrijf, bijvoorbeeld detailhandel, kan een groothandel zijn, een agrariër of fabrikant.
Een bedrijf kan een code opstellen waaraan hun leveranciers moeten voldoen. De leveranciers kunnen dan preferente leverancier (preferred supplier) worden.
De afnemer (consument of bedrijf) van een leverancier wordt ook wel klant genoemd.
Op de balans staan leveranciers als handelscrediteuren of vallen ze onder de meer algemene post crediteuren.